# Wicked Lovely - Incantevole e pericoloso
Wicked Lovely - Incantevole e pericoloso (Wicked Lovely) è il primo libro di una saga creata dalla scrittrice Melissa Marr.

## Trama
Aislinn è una ragazza orfana che vive con la nonna in una piccola cittadina americana, Huntsdale, e conduce una vita tranquilla come migliaia di ragazzine della sua età.
L'unica cosa che la differenzia dalle sue coetanee è il fatto che lei ha il potere di vedere le creature fatate che sono però creature malvagie, infestano la città e si divertono a burlarsi degli umani.
Aislinn però ha imparato a proteggersi da loro seguendo i saggi consigli della nonna: non guardare le fate invisibili, non rivolgere loro la parola e soprattutto non attirare mai la loro attenzione.
Quando Keenan, il Re dell'Estate, s'interessa a lei ed alcuni esseri fatati cominciano a seguirla insistentemente, seguire le regole diventa difficile.
Aislinn si confida quindi con Seth, il suo più caro amico, al quale confessa il suo segreto e il problema che si trova ad affrontare. I due cercano di capire come mai ora le fate sono interessate alla ragazza e cosa vogliano da lei.
Le attenzioni di Keenan sono dovute al fatto che deve trovare la sua Regina dell'Estate, una ragazza che impugnato lo scettro non venga assalita dal gelo ma che venga avvolta da un'aura splendente. Sono nove secoli che Keenan la cerca senza successo ed ha visto in Aislinn la sua probabile Regina dell'Estate, che porrà fine alla sua lunga ricerca. Aislinn scopre questa verità grazie a Donia, la ragazza che ha voluto rischiare impugnando lo scettro e che fu avvolta dal gelo.
Aslinn è innamorata di Seth, ma gliel'ha sempre nascosto per non rovinare tutto, finché scopre di essere ricambiata. Con l'inganno Keenan riesce a far bere ad Aislinn una bevanda fatata che inizierà a trasformarla. Aislinn non potrà quindi sottrarsi alla decisione di impugnare lo scettro. Fortunatamente è la ragazza giusta ed ottiene il titolo di Regina dell'Estate al fianco di Keenan, aiutandolo a liberarsi di sua madre Beira, la perfida Regina dell'Inverno. Donia diventa la nuova Regina dell'Inverno, e confida a Keenan di non aver mai smesso di amarlo. Keenan capisce che Donia è l'unica ragazza che ama, mentre Aislinn cerca di mantenere una vita il più possibile normale andando all'università, uscendo con Seth, ma rimanendo pur sempre la Regina dell'Estate accanto a Keenan.

## Edizioni
- Melissa Marr, Wicked Lovely, traduzione di Lucia Olivieri, collana Lain, Fazi Editore, 2008,  p. 360, ISBN 978-88-7625-041-5.